# Szpasszki járás (Tatárföld)
A Szpasszki járás (oroszul Спасский район, tatárul Спас районы) Oroszország egyik járása Tatárföldön. Székhelye Bolgar.

## Népesség
- 1989-ben 23 346 lakosa volt.
- 2002-ben 21 779 lakosa volt.
- 2010-ben 20 554 lakosa volt, melyből 13 889 orosz, 6 072 tatár, 338 csuvas, 40 ukrán, 38 mordvin, 10 baskír, 7 udmurt, 6 mari.